# Córdoba (Nariño)
Córdoba es un municipio colombiano ubicado en el departamento de Nariño. Se sitúa a 90 kilómetros de San Juan de Pasto, la capital del departamento. Limita con los municipios de Puerres, Potosí e Ipiales así como con el departamento del Putumayo. Según datos suministrados por el DANE para el 2006, posee una población de 2102 habitantes en la cabecera municipal y 11 361 en la zona rural para un total de 13 463 personas.

## Toponimia
Nombrado en honor al General José María Córdova.

## Historia
Antes de la conquista, existía una población llamada Males que estaba habitada por los indígenas pastos. Actualmente es posible observar una fortificación que fue construida por el Imperio incaico cuando Huayna Cápac ocupó transitoriamente la zona hacia 1492. Según los versados en idiomática indígena, Males significa «pueblo del guacamayo».
Córdoba era conocido durante la colonia como Males. Fue fundado oficialmente por los caciques Raimundo Chapuel y Francisca Chapuel en el año de 1532 y los reyes de España reconocieron el resguardo indígena que aún está vigente.
El municipio de Córdoba fue fundado en 1735 y luego fue elevado en el año de 1911 a esta categoría mediante ordenanza de la Asamblea Departamental n.º 39 de 1911. Córdoba era corregimiento de Puerres y se lo conocía como corregimiento de Males. En el año de 1944 mediante ordenanza n.º 40, se le dio el nombre de municipio de Córdoba. 

## División Político-Administrativa
Además de su cabecera municipal,Córdoba tiene bajo su jurisdicción los siguientes centros poblados:
- Los Arrayanes
- Pueblo Bajo
- Santander
- Llorente

## Geografía

### Descripción física
Es un Municipio del Departamento de Nariño, su cabecera está localizada a los 0° 51 18” de latitud norte y 77° 31 16” de longitud oeste. Altitud 2800 m, temperatura media 12 °C, precipitación media anual 1020 mm. Dista de Pasto 90 km y el área municipal es de 282 km² y limita por el norte con Puerres, por el este con Puerres y el departamento del Putumayo, por el sur con Potosí y por el oeste con Ipiales, Los corregimientos del Municipio son 6 Los Arrayanes, Payán, San Pablo de Bijagual, Santa Brígida, Llorente y Santander, corresponde a la circunscripción electoral de Nariño.

### Clima
El clima está directamente relacionado con los factores atmosféricos y geográficos. La cordillera Andina influye en la humedad, ya que provoca el ascenso y enfriamiento del aire proveniente de la costa.
El municipio de Córdoba, por estar influenciado por una zona montañosa cercana a la línea ecuatorial, la variedad de unidades ecológicas está relacionado con el factor orográfico, que impone a los demás elementos climáticos bióticos y fisiográficos una distribución altitudinal.
Los pisos térmicos están determinados por la temperatura y en relación directa con la altitud. Los ejes montañosos orientados de sur a norte, tienen sus vertientes bien soleadas en la mañana mientras que las Occidentales tienen calor solar en las horas de la tarde.
El relieve afectado por el grado de disección alcanzado por la corriente principal, ha profundizado su lecho y creado valles estrechos de márgenes pendientes, que viene a recortar el llamado altiplano de la región, esta configuración y la circulación atmosférica zonal determina el comportamiento de las lluvias.

### Pisos térmicos
Páramo: corresponde a altitudes comprendidas entre los 3000 – 3600 m s. n. m., con temperaturas promedio de 3 a 8 °C y se encuentran en la cima de la cordillera Oriental, parte Centro - Oriental del Municipio y en el área de influencia del corregimiento de Llorente.
Frío: con alturas promedio de 2000 a 3000 m s. n. m. y temperaturas que oscilan entre 8 a 18 °C, encontrándose en la mayor parte del Municipio correspondiente a la zona andina.
Medio: se ubica en alturas entre 1000 y 2000 m s. n. m. con temperaturas promedio de 18 a 24 °C, se encuentran a lo largo del cañón del Río Guáitara y en la zona Sur Oriental del Municipio.
Cálido: piso altitudinal inferior a 1000 m s. n. m., con temperaturas superiores a 24 °C. Se presenta este tipo de clima en el piedemonte amazónico límite con el Departamento del Putumayo.

### Hidrología
El municipio de Córdoba cuenta con una importante red hidrográfica que baña su territorio posibilitando una explotación agropecuaria adecuada con el desarrollo de proyectos de irrigación a gran escala para lograr niveles productivos que permitan incrementar la economía agrícola.
Las formas de las cuencas están relacionadas con las estructuras geológicas presentes (rocas metamórficas, rocas ígneas y en menor proporción rocas sedimentarias) que tiene incidencia torrencial asociada a fuertes pendientes mayores al 50% y variadas formaciones ecológicas desde el páramo bajo, bosque muy húmedo montano y montano bajo hasta bosque húmedo premontano.
Las partes altas de la cuenca, no muestran un grado de deterioro apreciable ya que aún se encuentran protegidas por la cobertura vegetal natural; lamentablemente las partes medias de las cuencas están siendo incorporadas de una manera lenta y progresiva a la productividad agropecuaria utilizando tecnologías inapropiadas, siguiendo modelos productivos con un bajo de tecnología y un alto costo ecológico. La continuidad de estos procesos y el aceleramiento de los mismos ya sea con la construcción de carreteras y vías de acceso, pueden degenerar rápidamente en el deterioro de las cuencas, sino se hace dentro de un marco de planificación apropiada. Los anteriores factores han de reflejarse en cierta manera en la limitación de los suelos frente a los usos tradicionales y los recomendados. La mayor parte del área de la cuenca está bajo una explotación inadecuada que no se ajusta a la aptitud natural de sus suelos y obviamente de su conservación, los cultivos y usos como la ganadería extensiva no ofrece protección a las áreas críticas de las cuencas y retrasan los procesos naturales de recuperación, en algunas zonas muy pequeñas hay áreas que brindan relativo uso intensivo con ciertas prácticas agroculturales de conservación que permiten mejorar las condiciones de producción.

## El resguardo indígena de Males
En el sector occidental del municipio de Córdoba está situado el resguardo de Males de la comunidad indígena de los pastos con su cabildo y comuneros, con una extensión de 8.604 hectáreas de las cuales 3.467 forman parte del piso término muy frío (páramo), 2.025 frío y 3.112 ha medio, limita al norte con el municipio de Puerres, el río Tescual y la quebrada Galpón al medio; por el occidente con los resguardos indígenas de Ipiales y San Juan, río Guáitara al medio; por el sur con el municipio de Potosí, río Chiguaco y quebrada Churucuán al medio; y por el oriente con el municipio de Córdoba, páramo Buena Vista al medio.

## Economía
La economía del municipio es de tipo agrario, y los principales productos son: maíz, papa, frijol, haba, zanahoria, cebolla, ajo, arveja, trigo y cebada, en su mayoría, se cultivan mediante sistemas tradicionales, como el arado con tracción animal, o con labor manual en todo el proceso, desde la siembra hasta la cosecha. Los excedentes de la producción agrícola abastecen el mercado de Ipiales, Pasto y el interior del país.